# Шотландский устав 1962 года
Шотландский устав 1962 года (фр. Rite écossais de 1962) — масонский устав, созданный на основе Древнего и принятого шотландского устава (ДПШУ) в 1962 году. Название этого устава не классифицируется, и его не следует путать с Древним и принятым шотландским уставом или с Исправленным шотландским уставом.

## История
Этот устав появился в Бельгии в 1962 году, когда масоны, члены Великого востока Бельгии, работавшие по Древнему и принятому шотландскому уставу (с 4 по 33 градус), отклонили иерархическую структуру Верховного совета Бельгии и решили учредить новую масонскую великую ложу — Великую ложи Бельгии, как единственное «регулярное» послушание. Эти масоны учредили новые высшие шотландские градусы и дали им название: Суверенная коллегия шотландского устава для Бельгии.
Суверенная коллегия шотландского устава была инсталлирована 9 декабря 1962 года и открыла свою работу 24 февраля 1963 года.

### Структура устава
Работы суверенной коллегии были списаны с парламентской модели. Каждая ложа (капитул и ареопаг) участвует в выборах через голосование делегатов, которые собираются в Генеральном совете юрисдикции, который является законодательным органом. Решения в нём принимаются большинством голосов. Все подчинённые национальные структуры суверенной коллегии выполняют решения генерального совета.
Если 33 градуса в ДПШУ были сохранены в связи с его философским наполнением, то в Шотландском уставе 1962 года подтверждается право каждого брата к абсолютной свободе совести. Шотландский устав 1962 года не основывается на основополагающих текстах ритуалов ДПШУ и не требует от братьев веры в Великого Архитектора Вселенной и бессмертие души.
Капитулы и ареопаги, которые являются структурными подразделениями суверенной коллегии для Бельгии, являются свободными и суверенными и не находятся под юрисдикцией послушания. Ритуалы, которые практикуются в капитуле и ареопаге разделены на ложи. Ни одна из этих лож не подчиняется верховному совету.
К марту 2012 года юрисдикция состояла из четырнадцати капитулов и десяти ареопагов. Верховный совет объединял 31, 32 и 33 степени.

### Основополагающие принципы
Суверенная коллегия шотландского устава для Бельгии является бельгийский юрисдикцией масонских высших градусов, обеднённых в конфедеративные структуры свободных и суверенных лож, практикующие масонский устав 33 градусов, основанный на ДПШУ, но оставляя её членам право абсолютной свободы совести.